# Iglesia de San Juan de Ávila (Móstoles)
La parroquia de San Juan de Ávila posee un nuevo templo de arquitectura contemporánea y pertenece al arciprestazgo de Móstoles dentro de la diócesis de Getafe.

## Historia
La parroquia del barrio de Los Rosales de Móstoles fue erigida por el Obispo D. Joaquín María López de Andújar el 27 de mayo de 1999.
Inició sus actividades de culto como parroquia en un local de la calle Dalia.
El actual templo parroquial fue inaugurado el 4 de octubre de 2014. La religiosidad popular la empuja a hacerse muy famosa en el barrio, así como en la ciudad. 
Actualmente es administrada por Jaime Bertodano García como párroco, Rafael Marina Castellano y Agustín Giménez González como vicarios parroquiales.

## Edificio
Los arquitectos Alfredo Soria Laborda, David Chamorro y Joaquín Sánchez Hernández comprende una espaciosa iglesia incluyendo baptisterio y capilla adyacente, y los edificios parroquiales como despacho y salas y salones. 
Elementos de interés del templo son las esculturas del Cristo glorioso de grandes dimensiones que se encuentra sobrevolando el altar y María como Iglesia Naciente, portadora de Dios para los hombres ambas de Javier Viver. El altar mayor y el ambón muestran motivos florales y se encuentran a la misma altura para indicar la igual importancia de la Liturgia de la Palabra y la Eucaristía.

## Fiesta principal
Su fiesta principal es el día de San Juan de Ávila, el 10 de mayo, si bien la fiesta del barrio y la celebración litúrgica que incluye procesión se hacen un sábado y domingo cercanos respectivamente.

## Galería de imágenes

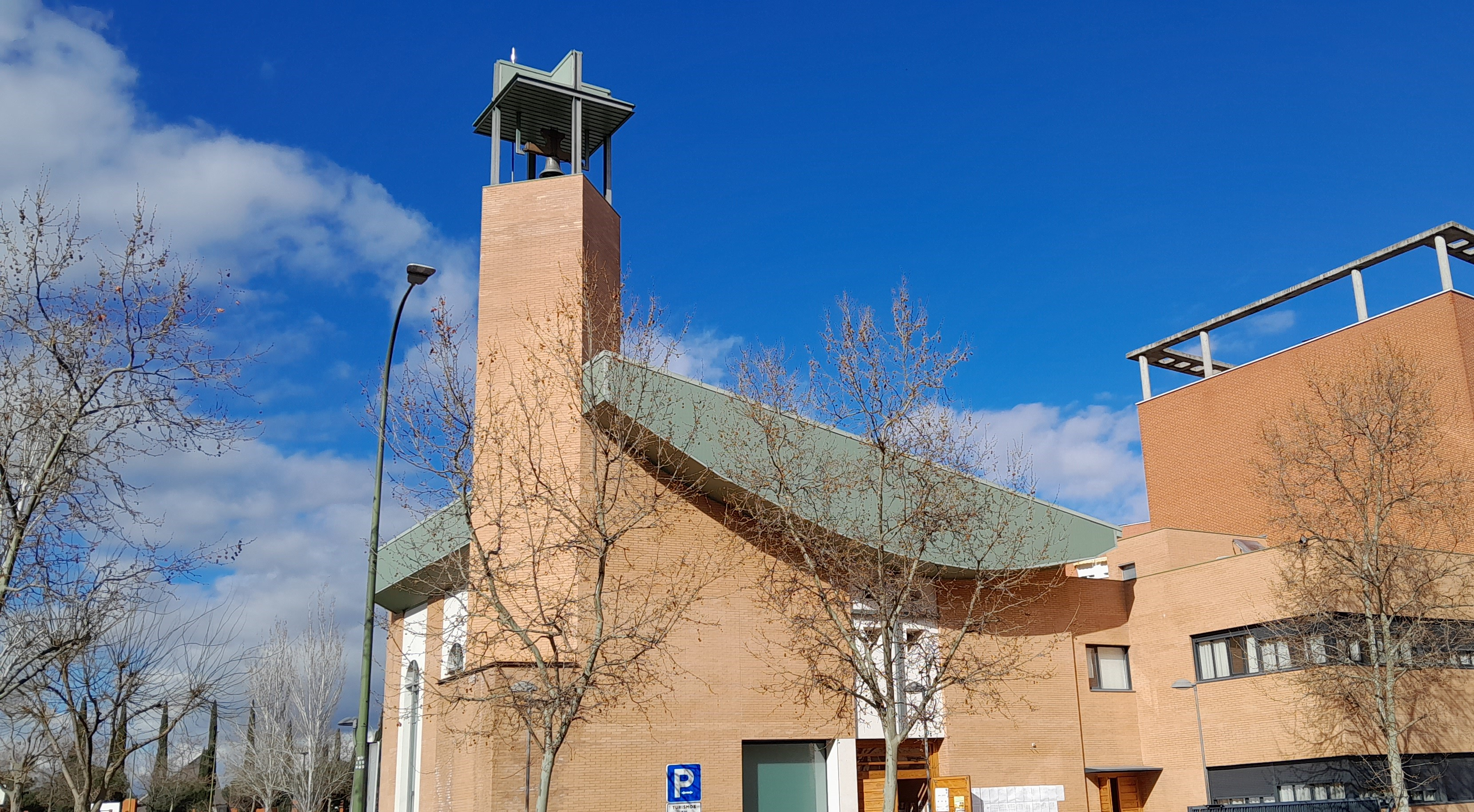
Fachada de la iglesia de San Juan de Avila Mostoles.
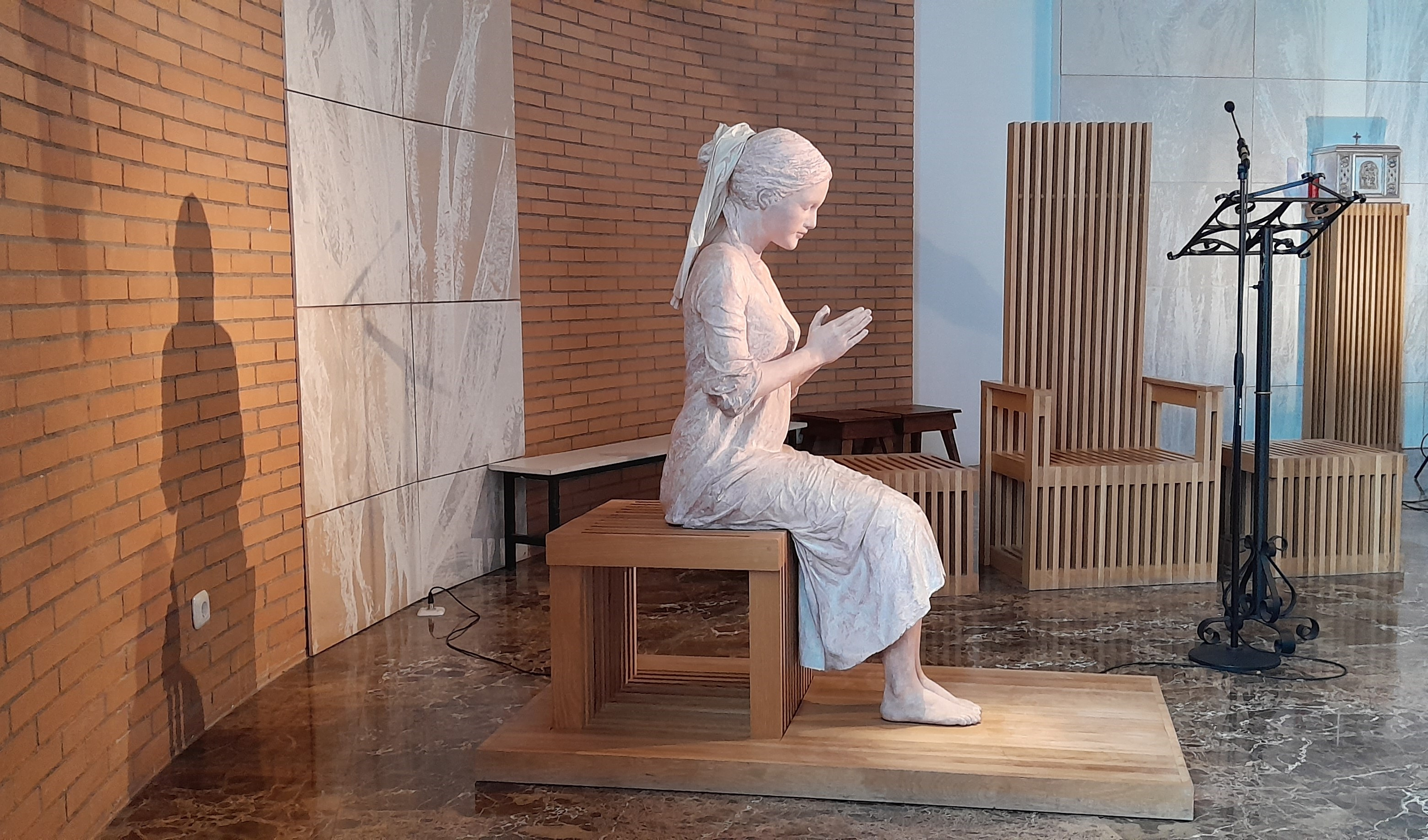
Virgen María orante.
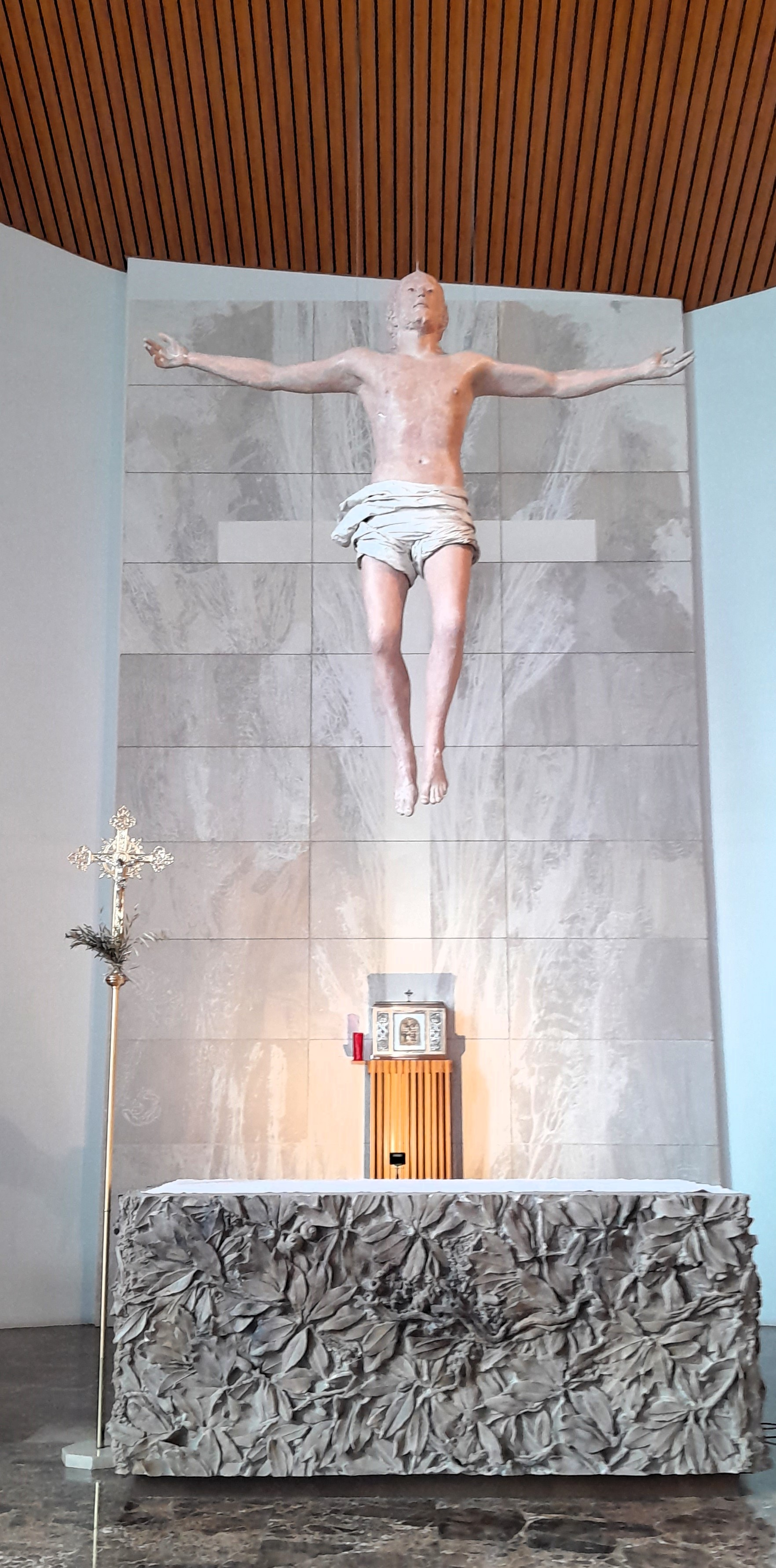
Cristo resucitado.
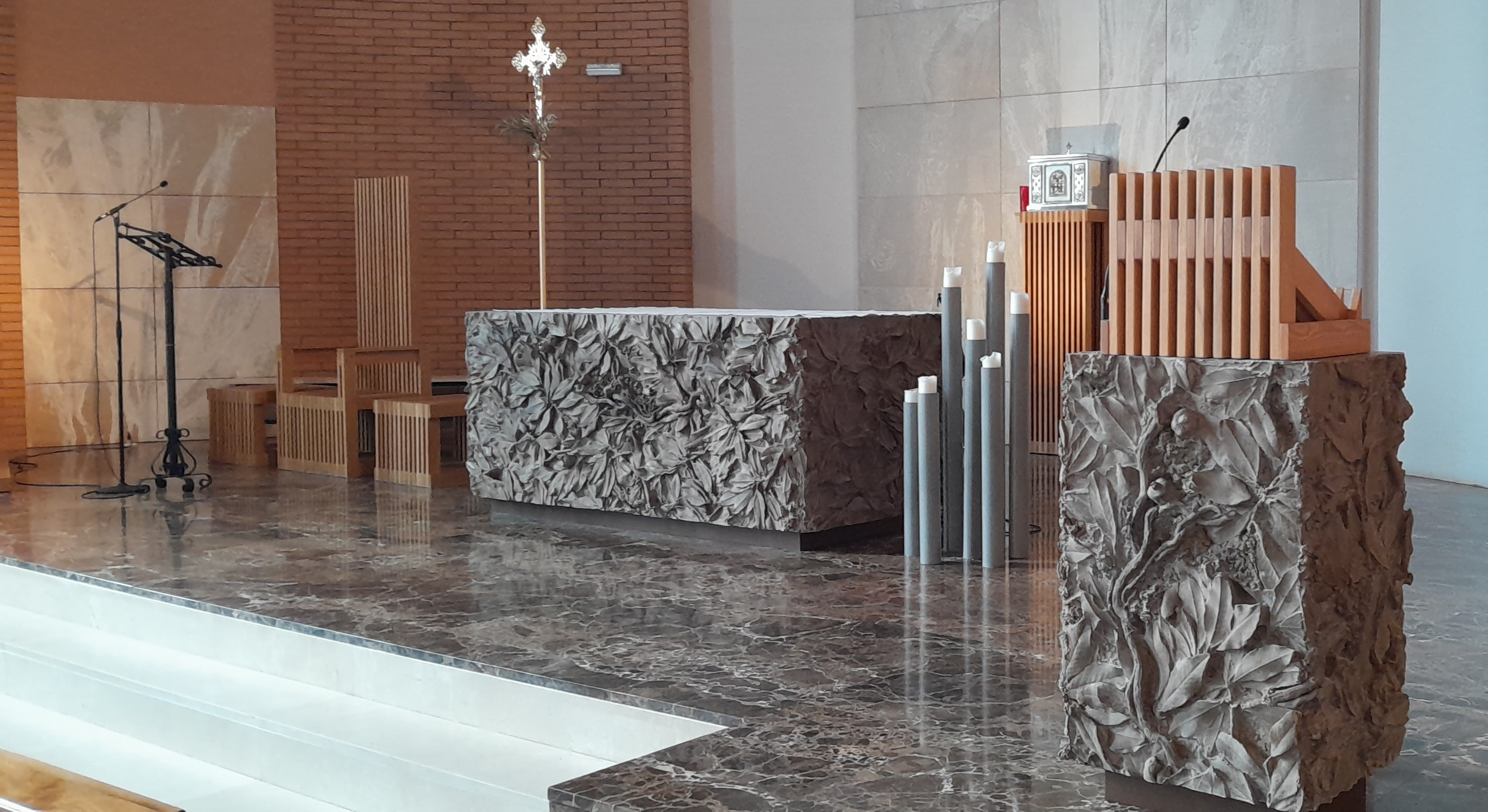
Altar mayor y ambón con motivos florales.